# Morgat

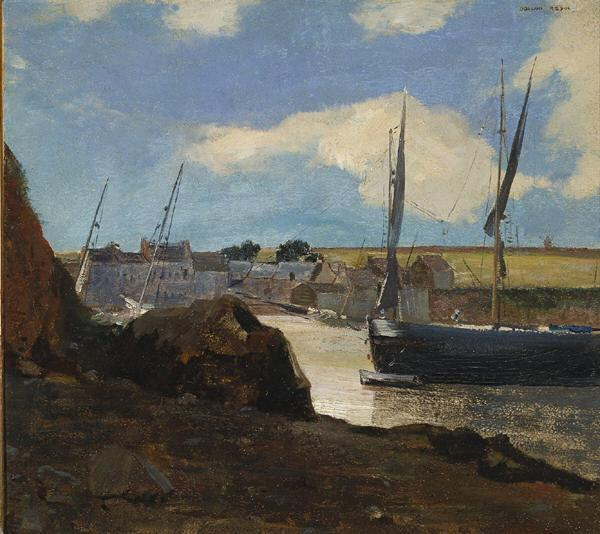
Le port de Morgat, peint par Odilon Redon quand la commune n'était qu'un tout petit village de pêcheurs

Le village de Morgat (mɔʁgat) se situe sur la commune de Crozon dans le Finistère en France.

## Géographie

### Situation
L'anse de Morgat, située en baie de Douarnenez, est limitée par la pointe des Grottes à l'est et la pointe du Kador (Beg ar Gador) à l'ouest.
Elle abritait autrefois le port sardinier puis thonier de Morgat. Avec l'épuisement des ressources halieutiques, le port de pêche est devenu un port de plaisance.
Morgat, ancien petit port sardinier au fond de la baie de Douarnenez, accueille les plaisanciers. L'accès se fait par un chenal dragué et le port est protégé par une jetée de roches agencées en arc de cercle.
Une plage de sable fin s'étend depuis le port et finit en galets côté est où le niveau du sable baisse depuis que les travaux d'agrandissement du port ont modifié les caractéristiques hydrodynamiques de l'anse de Morgat.

### Hydrographie
Deux ruisseaux rejoignent encore la baie après avoir été tubés :
- le Loc'h (à l'ouest) : il est partie périodiquement saumâtre car la mer y remonte lors des grandes marées. Il draine l'ancien marais de Morgat, et est encore bordé d'une relique de roselière et d'une saulaie. Il était autrefois abondamment remonté par les civelles et les anguilles y redescendaient à la mer, mais il a été très artificialisé sur sa section finale, transformé en égout à ciel ouvert au XXe siècle puis bordé de plusieurs parkings[1] et périodiquement touché par des épisodes de pollution (parfois naturelle[2]). En raison du diamètre de son tubage son débit maximal est d'environ 1 m/s, mais en cas de très fortes pluies, il reçoit l'équivalent d'un débit de 6 m/s[3]. Il peut alors inonder une partie de Morgat (rue de l'Atlantique[3]), phénomène dont l'occurrence pourrait augmenter lors des grandes marées (avec la montée du niveau de la mer, ou lors de surcotes, c'est pourquoi des « clapets anti-retour » ont été posés sur le réseau d'eaux pluviales en 2012. Le Loc'h est également régulièrement curé[3]. Il a donné son nom à la plage du Loc'h[4] ;
- Toul an Trez (à l'Est, côté Crozon), qui drainait autrefois une tourbière acide, dont il reste des traces fossiles sous la plage.

### Géologie

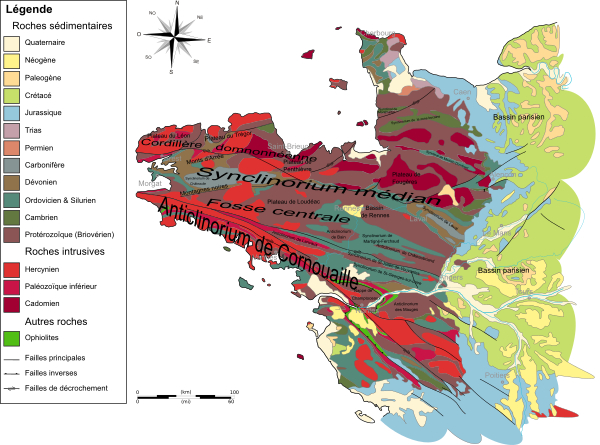
Cadre géologique de Morgat.

Morgat se situe dans la presqu'île de Crozon qui correspond au prolongement occidental du synclinorium médio-armoricain. La région est constituée d'un socle de schistes briovériens (-550 Ma) sur lequel reposent des séries paléozoïques du début de l'ordovicien (-480 Ma) à la fin du dévonien (-360 Ma), avec notamment les grès armoricains (cette formation qui peut atteindre 1 000 m dans le Sud de la presqu'île étant marquée par une forte subsidence). De grands plis hercyniens affectent toute la région. L'anse de Morgat correspond à un seuil anticlinal (dôme éventré par des vallées longitudinales dans des grès et des quartzites de la base du Groupe de Kerguillé), issu du décrochement dextre de la faille Kerforne) entre deux synclinaux avec mise en relief des puissants bancs de grès quartzique armoricain au niveau de la pointe des Grottes et la pointe du Kador. Le trait dominant de la géomorphologie de cette région est l'inversion de relief résultat de l'érosion différentielle.
La présence de formations de grès rouges à la base de la série des grès armoricains caractérise un domaine méridional dit « Crozon Sud » (ouest de l'anse) alors que la transgression du grès armoricain directement sur le Briovérien plissé caractérise le domaine « Crozon  Nord » (est de l'anse).

### Les grottes marines de Morgat
Morgat est réputée pour ses grottes, dont les couleurs rouge et rosé sont le fait d'algues encroûtantes et des oxydes de fer, résultant de l'oxydation des minéraux ferro-magnésiens du grès armoricain. L'érosion, en agrandissant diaclases et fissures, peut générer des grottes (Grotte de l'Éléphant sous la pointe de Rulianec, grotte Sainte Marine, grotte des Normands et « appartements de Belzébuth » de la pointe du Kador, grotte de l'Autel au niveau de la pointe des Grottes) donnant par évolution des tunnels (pointe de Rulianec, Île Vierge) et des arches naturelles présentes tout le long du Cap de la Chèvre (Château de Dinan, Île Vierge, et celle de Beg ar Gador, disparue en avril 1983 mais toujours présente dans les mémoires). Sous le phare de la pointe du Kador qui balise l'accès au port de Morgat, se trouvent les « appartements de Belzébuth », trois grottes : la « Cheminée du Diable » (entonnoir de 50 m), la « Chambre du Diable » et « l'Antichambre du Diable » dont le fond communique avec une galerie entre elles.
Ce processus s'explique en grande partie par le rôle de l'eau et des vagues, agents d'altération des roches. L'altération physique ou mécanique résulte de la pression de l’eau des vagues pouvant atteindre 30 tonnes/m2 (celle de l’air comprimé injecté dans les fissures pouvant être encore plus forte), du phénomène de succion des vagues lorsqu’elles se retirent, du mitraillage né de la projection de sable, blocs et galets, et du phénomène de vibration induit par les vagues (à la suite de chocs successifs, la falaise entre en résonance et peut dépasser la limite de rupture) ; l'altération chimique essentiellement par des précipitations atmosphériques qui, en s’infiltrant, soumettent au lessivage les formations plus tendres, ce qui se produit dans les « puits de déferlement » ou gouffres communiquant avec la mer par des grottes (Toull an Diaol, « la Cheminée du Diable », sous le phare de la pointe du Kador). De la nature de leur inclinaison dépendra également la plus ou moins grande stabilité des strates.
La renommée de ces grottes est due aux carnets de voyages des nombreux visiteurs de la Presqu’île de Crozon qui comme Gustave Flaubert, en 1847, décrivait sa visite des grottes marines de Morgat : « la barque roulait à la godille, on se sentait entraîné vers un royaume nacré, étrange, comme dans un couloir magique ». Ces grottes ont été aussi décrites par A. Marteville et P. Varin en 1843, notamment la "grotte de l'Autel" : « Si l'on en croit la tradition, cette caverne a été autrefois le rendez-vous des fidèles aux époques de persécution, et c'est depuis que le rocher placé au milieu a conservé le nom d'"autel" ».
Seule la grotte Sainte Marine est accessible directement à pied à l'occasion des grandes marées. Les autres grottes peuvent se visiter en kayak et de stand up paddle ou en bateau.

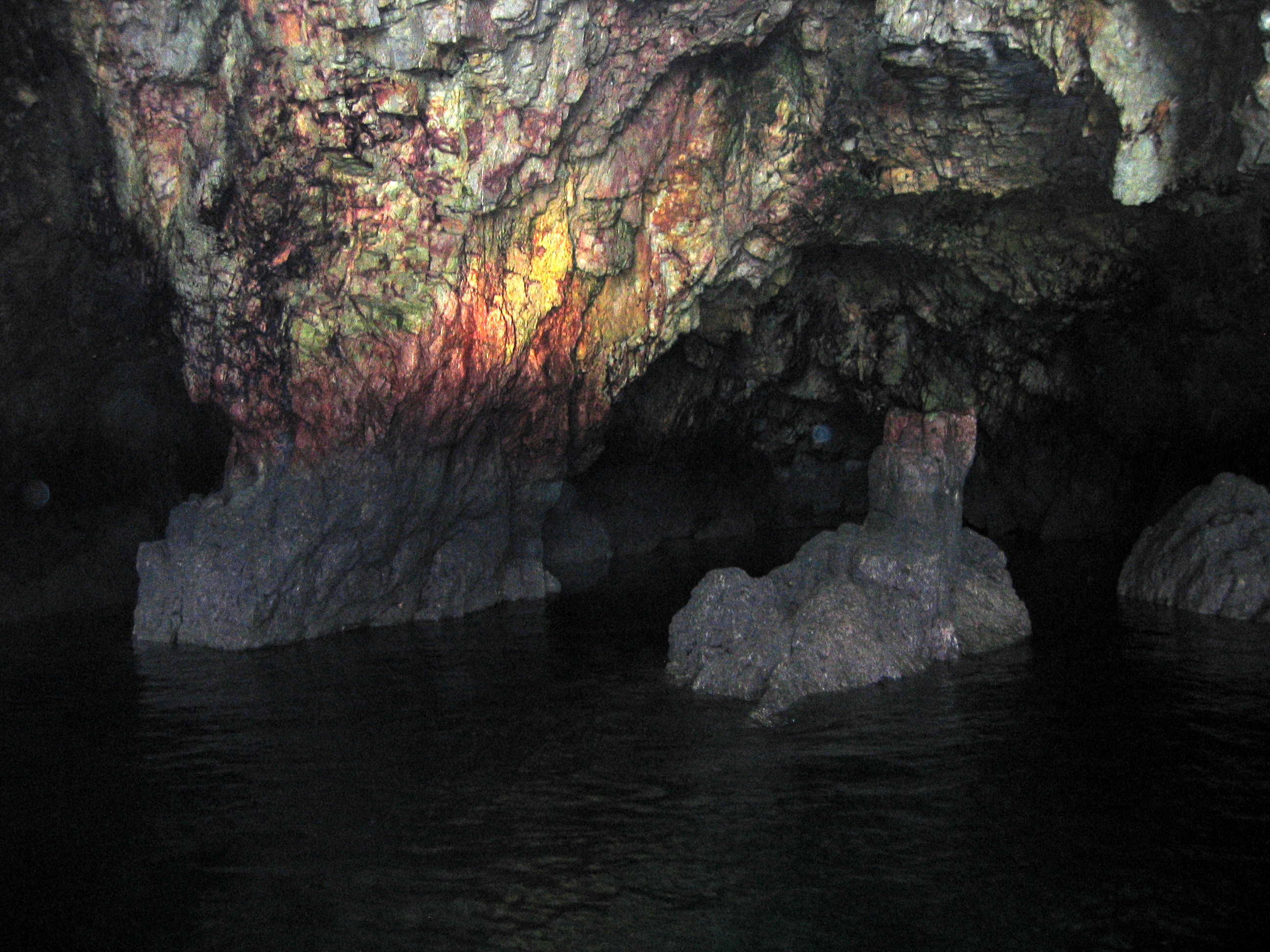
Grotte de l'Autel
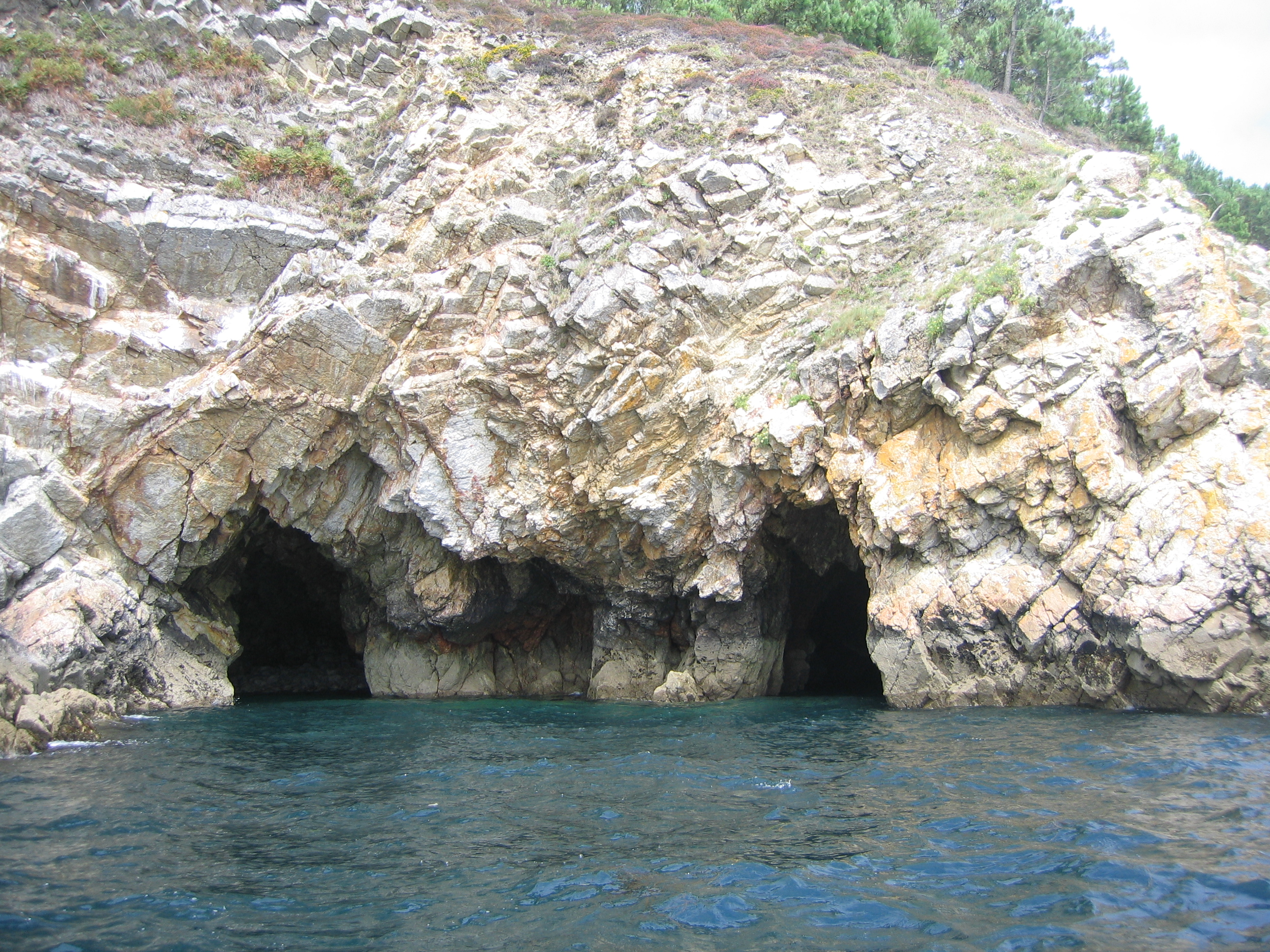
La « Chambre du Diable » et « l'Antichambre du Diable »
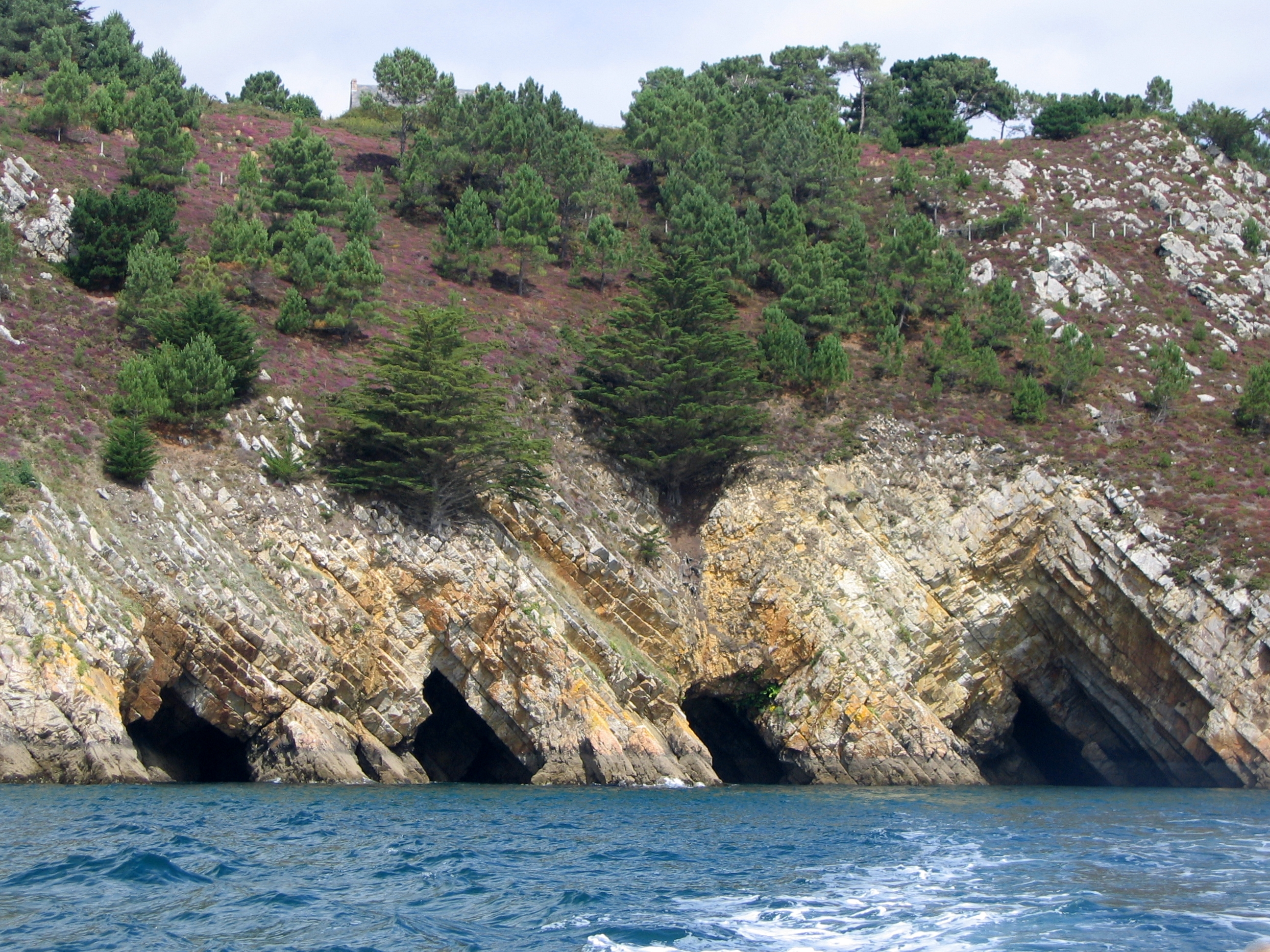
Les grottes de Morgat

### Tourbière de Morgat
Le 3 septembre 1944, l'aviation américaine bombarde Morgat afin de détruire les défenses allemandes constituées de 3 blockhaus sur la pointe de Rulianec. L'une des bombes, en explosant sur la plage face au petit ruisseau Toul-an-Trez (devant le Grand hôtel de la mer actuel), crée un cratère en fait resurgir du sous-sol une tourbière fossile. Ce cercle de près de cinq mètres de diamètre, connu sous le nom local de « marmite » de Morgat, correspond à une tourbière d'anciens fonds de marais (marécage d'eau douce), formée en arrière du cordon dunaire. Les dunes ayant subi l'érosion, le sable s'est étalé et a envahi la tourbière, la fossilisant. La bordure circulaire du cratère est une boue compacte verdâtre, vestiges des débris végétaux et laissait apparaître, il y a quelques années encore, des Pholadidaes, sorte de petits mollusques marins, qui faisaient leur galerie. Elle disparaît en phase d'ensablement mais est visible quand la plage subit d'importants dégraissages.
À proximité, un autre cercle de boue, orange cette fois, est moins défini. S'agit-il d'un autre cratère de bombe ?

### Patrimoine géologique
La côte qui longe Morgat constitue un véritable musée à ciel ouvert, offrant une géologie spectaculaire, ce qui lui vaut d'être classé comme patrimoine géologique.
Dans la petite pointe qui sépare la plage de Morgat de celle du Portzic, le Grès armoricain est en contact par faille avec les schistes zébrés briovériens. À la pointe des Grottes qui ferme à l'Est la plage du Portzic, ce grès armoricain repose directement sur le briovérien. On note à la base du grès quelques bancs glanduleux « poudinguiformes » qui traduisent la transgression marine. Au niveau de la plage du Portzic, ce grès repose en discordance angulaire sur les schistes zébrés : les couches briovériennes plongent faiblement vers le Sud et, juste sous le contact, s'adaptent à la surface basale du grès Armoricain grâce à un repli anticlinal décamétrique.
L’anse de Pors Aor, qui abrite la plage, est limitée par deux pointes de grès armoricain tandis que le Briovérien affleure au centre, au niveau de la falaise et du platier. Ce dernier est en contact par faille à l’Ouest (une des multiples branches de la faille de Kerguillé) avec le grès tandis que le contact est normal et discordant à l’Est (contact angulaire entre un Briovérien peu penté et le conglomérat fortement redressé).
À l'Est de la pointe des grottes, la plage de Postolonnec est labellisée Espace Remarquable de Bretagne (ERB) par la Région Bretagne, pour sa coupe type — quasi complète — de la formation géologique des schistes de Postolonnec. Elle a donné son nom à la formation des schistes de Postolonnec (en) (« schistes à Calymènes » des auteurs anciens) datées de l'Ordovicien moyen (-470 et -453 millions d’années). Cette formation est représentée essentiellement par des schistes pélitiques gris ou noir, de constitution lithologique fine et homogène, atteignant 450 à 500 m. En presqu'île de Crozon, cette formation est subdivisée du point de vue pétrographique et paléontologique en plusieurs faciès locaux (schistes de Kerloc'h, de Kerarmor et de Morgat). 
L'affleurement à l'ouest de la plage correspond au membre inférieur des schistes de Postolonnec, aux grès de Kerarvail et au membre supérieur des schistes de Postolonnec. Ce membre de 260 m d'épaisseur repose en concordance sur les bancs décimétriques de grès armoricain (grès psammitique montrant un litage interne, lamines ou joints schisteux), ces grès étant parfois accompagnés de filons de dolérite (parfois sous forme de sill) avec à la base des brèches pépéritiques. La stratigraphie détaillée des schistes de Postolonnec présente généralement plusieurs mètres de schistes, des bancs de grès centimétriques, des faciès zonés à bioturbations puis une masse homogène (10 à 20 m) de schistes à Didymograptus (graptolite) surmontés par des schistes et bancs de grès centimétriques et un banc à nodules phosphatés riche en microplancton. La masse principale de ce membre inférieur (arénolutites à quartz, chlorite, illite), de couleur bleu-noir en falaise, est monotone et renferme de nombreux nodules siliceux souvent fossilifères (traces fossiles, graptolites et trilobites, test d'échinoderme, coquilles de Mollusques dans des lumachelles). Les grès de Kerarvail, d'une puissance de 45 m se sont mis en place lors d'une période transgressive entre -461,5 et -460 millions d’années, lié à un refroidissement. Les dalles de ce grès conservent des surfaces de ripples-marks . Outre cette faune de l’Ordovicien, l'intérêt secondaire de ce site est une figure d’érosion synsédimentaire, les curieuses « brioches dans le Grès armoricain supérieur. 
Le promeneur qui arpente cette plage peut y observer la carcasse du moteur rouillé et colonisé par des hermelles du thonier "Tante Yvonne" CM 2909 échoué dans la nuit de Noël 1965 sur cette grève.

## Toponyme

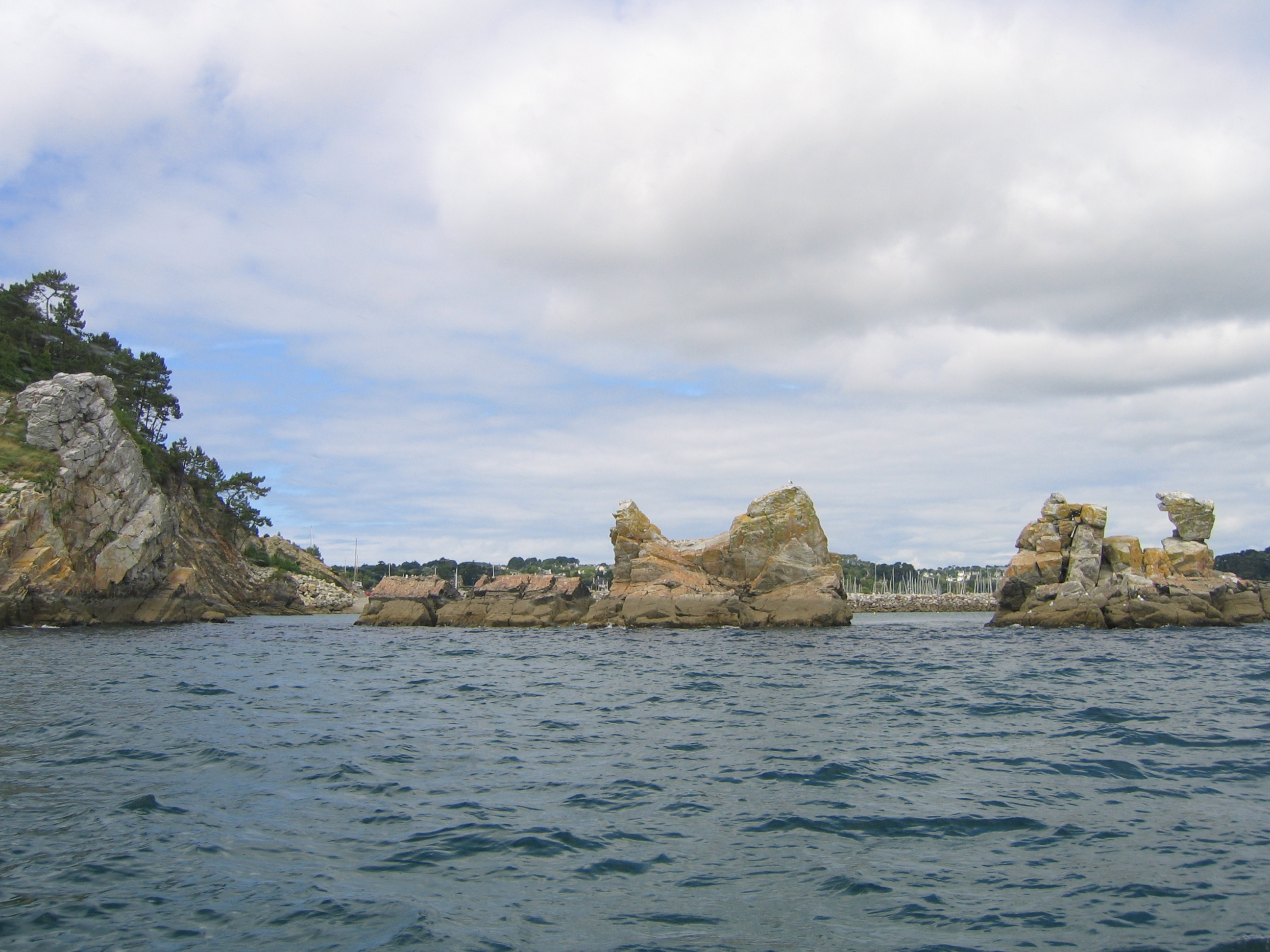
« L'Escargot » et le « Lièvre de Morgat ».

Le village de Morgat pourrait se référer à Ergat, chef breton ayant fondé le village, sanctifié en Saint Ergat. Il pourrait provenir aussi du breton Morgat signifiant « lièvre de mer », le nom de la seiche, en référence aux deux rochers caractéristiques prenant la forme d'un lièvre et d'un escargot situés à l'entrée du port.

## Histoire

### Époque romaine
L’origine de Morgat remonte à l’occupation romaine de l’Armorique. La découverte en 1976 d’un vase contenant des monnaies romaines dans une cuve à salaison témoigne de l’existence à cette époque d’une activité maritime.
Ce trésor monétaire datant du IIIe siècle contenait 1 545 monnaies, presque toutes des antoniniani de billon datant des années 260 à 273 après J.-C..

### Morgat auXIXesiècle

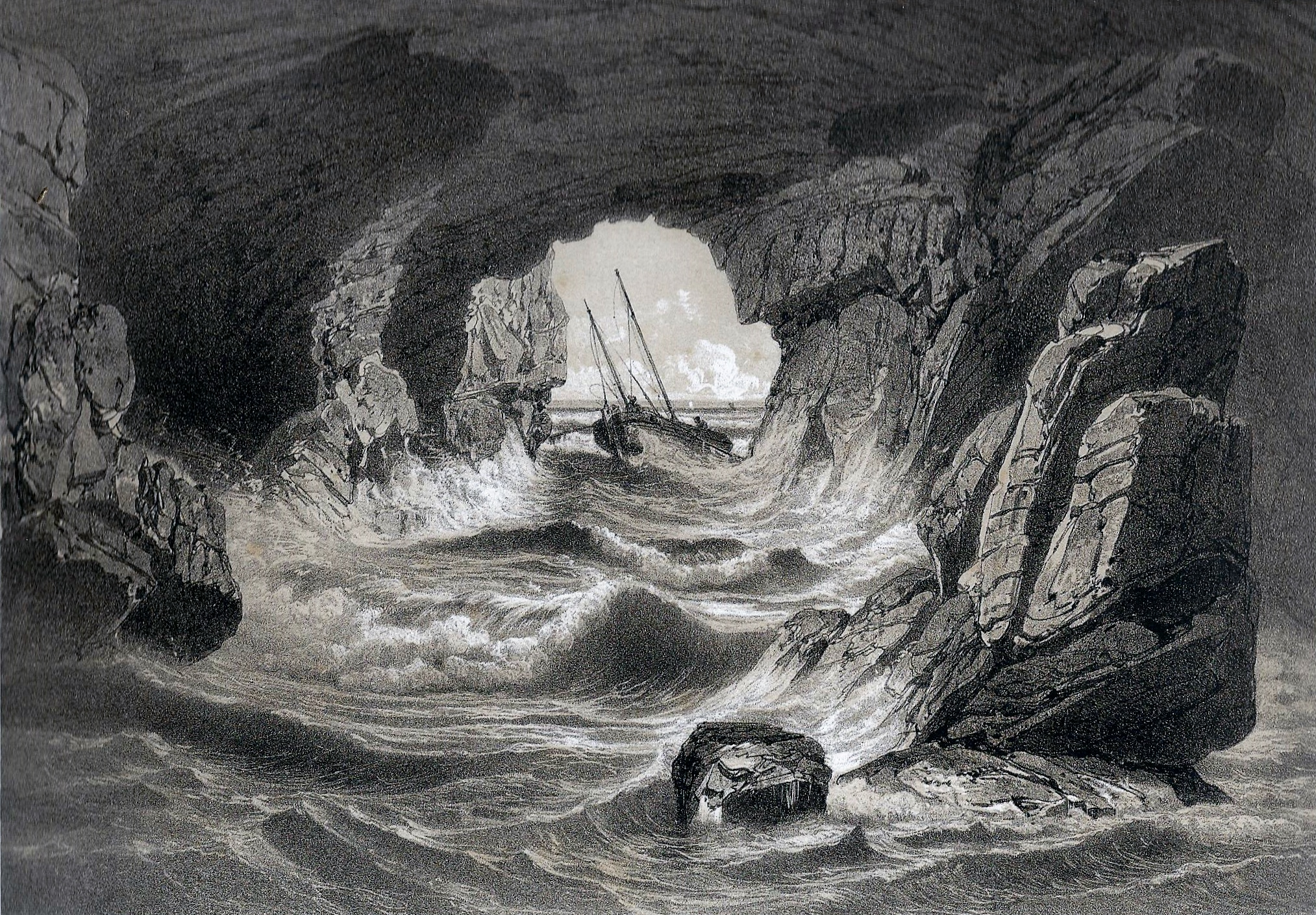
Félix Benoist : Grotte de l'autel à Morgat près de Crozon (dessin, 1867).

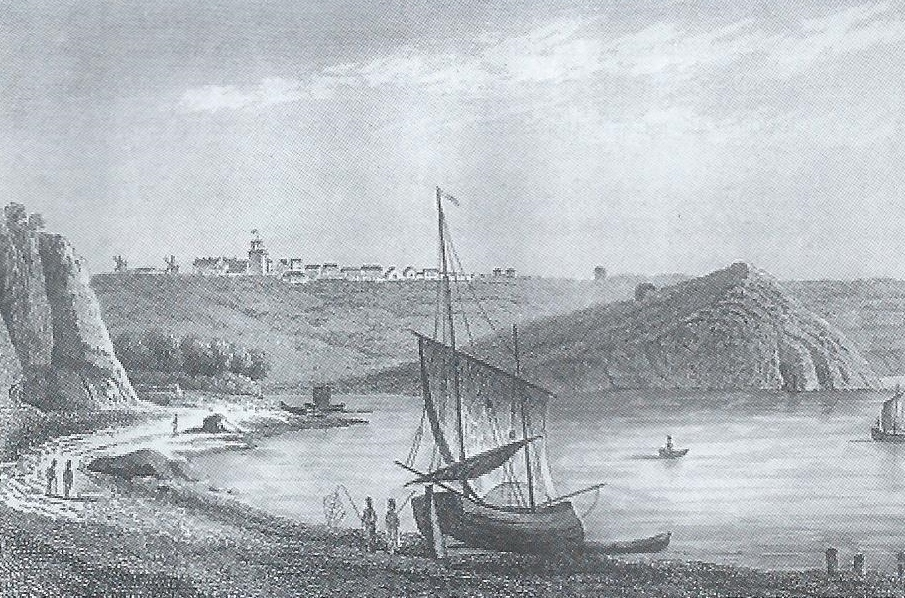
Crozon-Morgat vers 1838 (dessin de Jean-Marie Bachelot de La Pylaie)

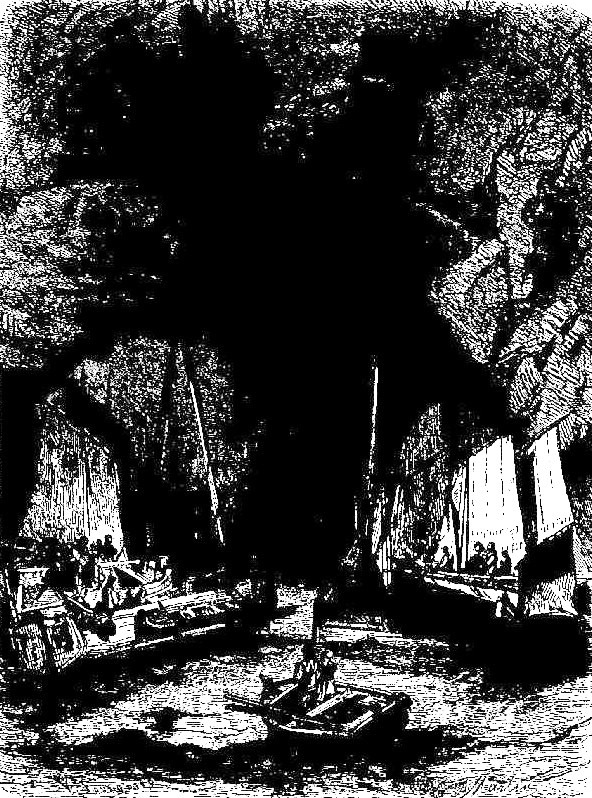
Visite des grottes de Morgat en 1886 (dessin)

Selon A. Marteville et P. Varin, continuateurs d'Ogée, un état des douanes de 1830 indique pour le port de Morgat l'importation de 48 981 kg de sel et comme exportation 130 088 kg de sardines pressées. Les mêmes auteurs précisent que le port de Morgat accueille alors des navires de 20 à 200 tonneaux.
Benjamain Girard décrit ainsi le port de Morgat dans son livre "La Bretagne maritime" publié en 1889 :

« Morgat est un petit port d'échouage, habité par des pêcheurs et quelques commerçants formant une population de 185 âmes. Il est fréquenté par quelques caboteurs,
qui y apportent des rogues, du sel et autres objets de consommation, à l'usage de l'industrie de la pêche à la sardine ; il reçoit également, au nombre de 150 environ, les bateaux qui arment, chaque année, dans la localité pour cette pêche et y trouvent un refuge lorsqu'ils sont surpris par les gros temps, ce qui arrive parfois dans cette baie, principalement quand le vent souffle violemment de l'ouest. Ce petit port est protégé contre les vents d'est par un môle de 104 mètres de longueur. Voici quels ont été les mouvements en 1885 : entrées : 70 navires, dont 30 au lest et 40 chargés ; tonnage : 5 444 tonneaux ; équipages : 391 hommes. Ces 40 navires ont importé 1525 tonneaux de marchandises diverses, provenant des ports de Boulogne, Le Légué, Le Conquet, Pont-Aven, Le Croisic, Saint-Nazaire et La Rochelle. Sorties : 70 navires, dont 1 au lest et 2 chargés, soit 3 allant à l'étranger, et 67, dont 28 au lest et 39 chargés, pour divers ports français. Les 2 navires chargés pour l'étranger ont exporté 122 tonneaux de produits du pay ; les 39 autres ont exporté 248 tonneaux de marchandises diverses, à destination des ports de Nantes, La Rochelle et Bordeaux. »

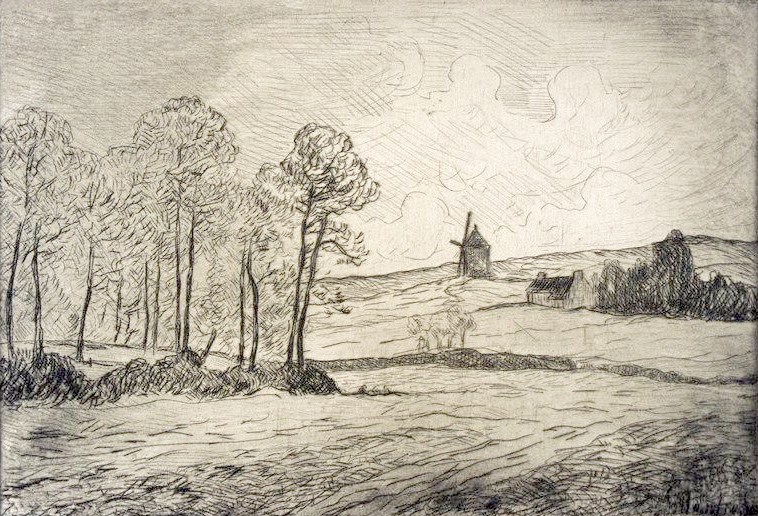
Maxime Maufra : Moulin à Morgat (1901, dessin, musée des Beaux-Arts de Brest).

### La reconversion touristique
C'est un ancien petit village de pêcheurs devenu port sardinier, puis thonier important dans les années 1960-1970, avant la régression des sardines, puis des thons.
Il est peu à peu devenu une station balnéaire, à partir de la fin du XIXe siècle, sous l'impulsion d'Armand Peugeot.

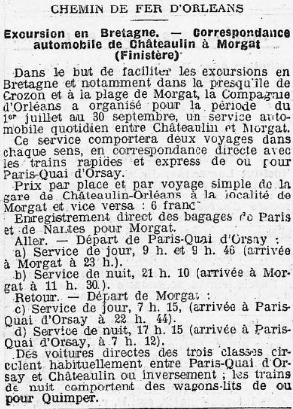
Publicité des Chemins de Fer d'Orléans pour les liaisons entre Paris et Morgat (journal La Presse, 1913)

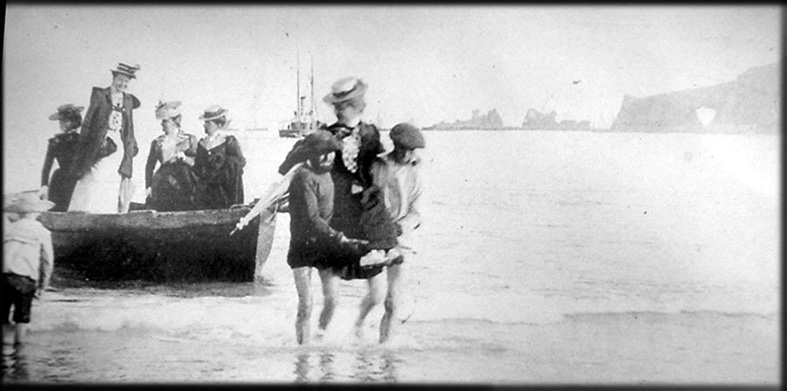
Visite des grottes de Morgat au début du XXe siècle ; au fond la pointe du Kador

Alors qu'il vend des montres et des casquettes dans toute la presqu'île de Crozon, le voyageur de commerce Louis Richard s'installe à l'Hôtel Hervé, sur le port de Morgat en 1883. Tombé amoureux du site, de sa belle plage et ses grottes, il réussit à convaincre l'industriel Armand Peugeot, avec qui il a un lien de parenté, de l'aider à créer une station balnéaire qu'admireront les visiteurs mais qui inspire alors la plus grande méfiance aux autochtones. Une société de lotissement, la Société Richard et Compagnie, est fondée en décembre 1883. Elle rachète de nombreuses parcelles qu'elle revend avec parcimonie pour aux personnes riches désirant résider bourgeoisement dans une ambiance feutrée, et fait construire le Grand Hôtel de Morgat en 1885 et de nombreuses villas, construites notamment par les architectes Abel et Gaston Chabal. Le "Grand Hôtel de la Mer", en front de mer, est inauguré en juin 1912. C'est un établissement de luxe qui ne compte, malgré ses, dimensions imposantes, qu'une vingtaine de chambres « avec eau courante chaude et froide » disent les dépliants publicitaires. La salle à manger a vue sur la Baie de Douarnenez et donne sur une terrasse de 60 mètres permettant un accès direct à la plage sur laquelle se dressent des cabines à l'anglaise. Cet hôtel existe toujours et a été rénové.

Année 1885 : photographies de Morgat par Armand Peugeot
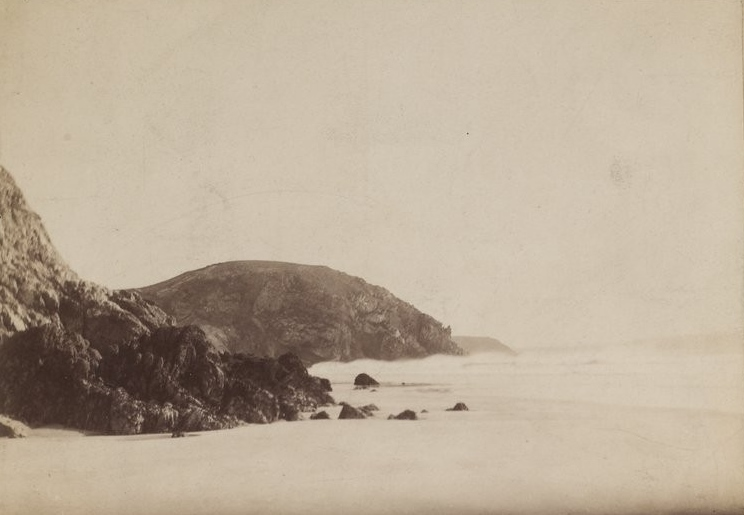
La plage
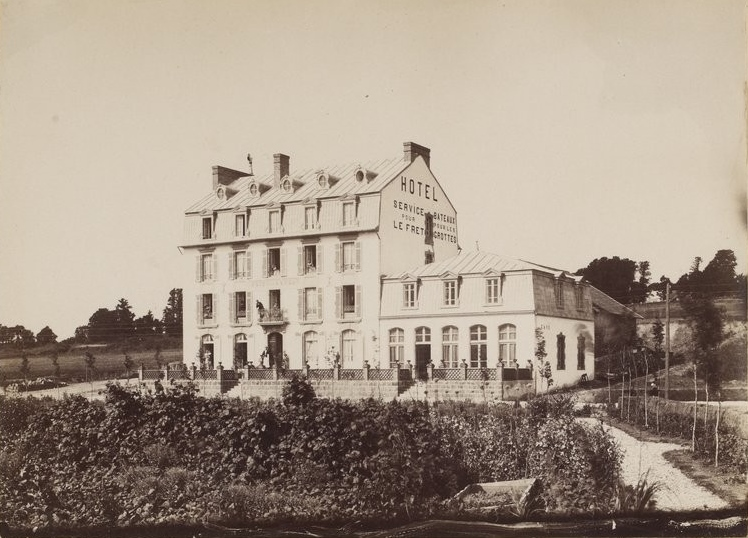
L'hôtel
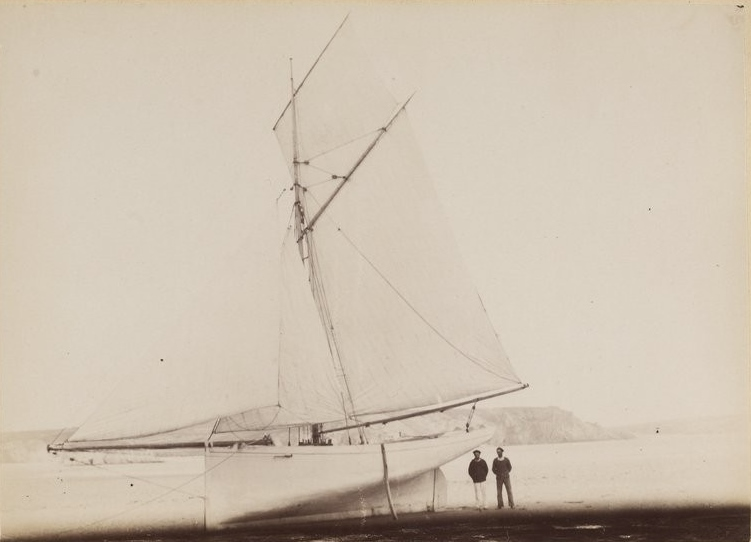
Le yacht La Ville d'Ys
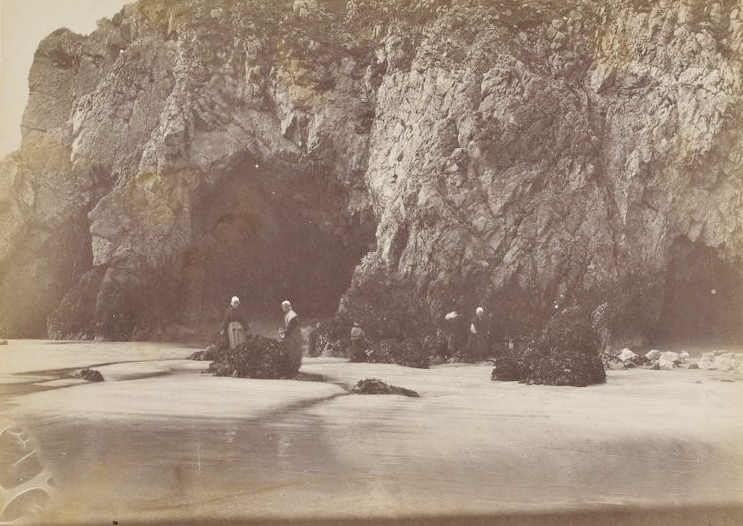
Les petites grottes

On peut toujours admirer, tout au long du boulevard de la Plage, les manoirs construits au XIXe siècle et début du XXe siècle par de riches familles parisiennes qui ont suivi la famille Peugeot.
La commune abrite la « villa Ker ar Bruck » ou « villa de fer », maison réputée commandée par Maurice Desmaret et conçue par l'architecte belge Joseph Danly , à structure, charpente et bardage (plaques de fer galvanisé et peintes en blanc) métalliques, construite en 1889-1890.

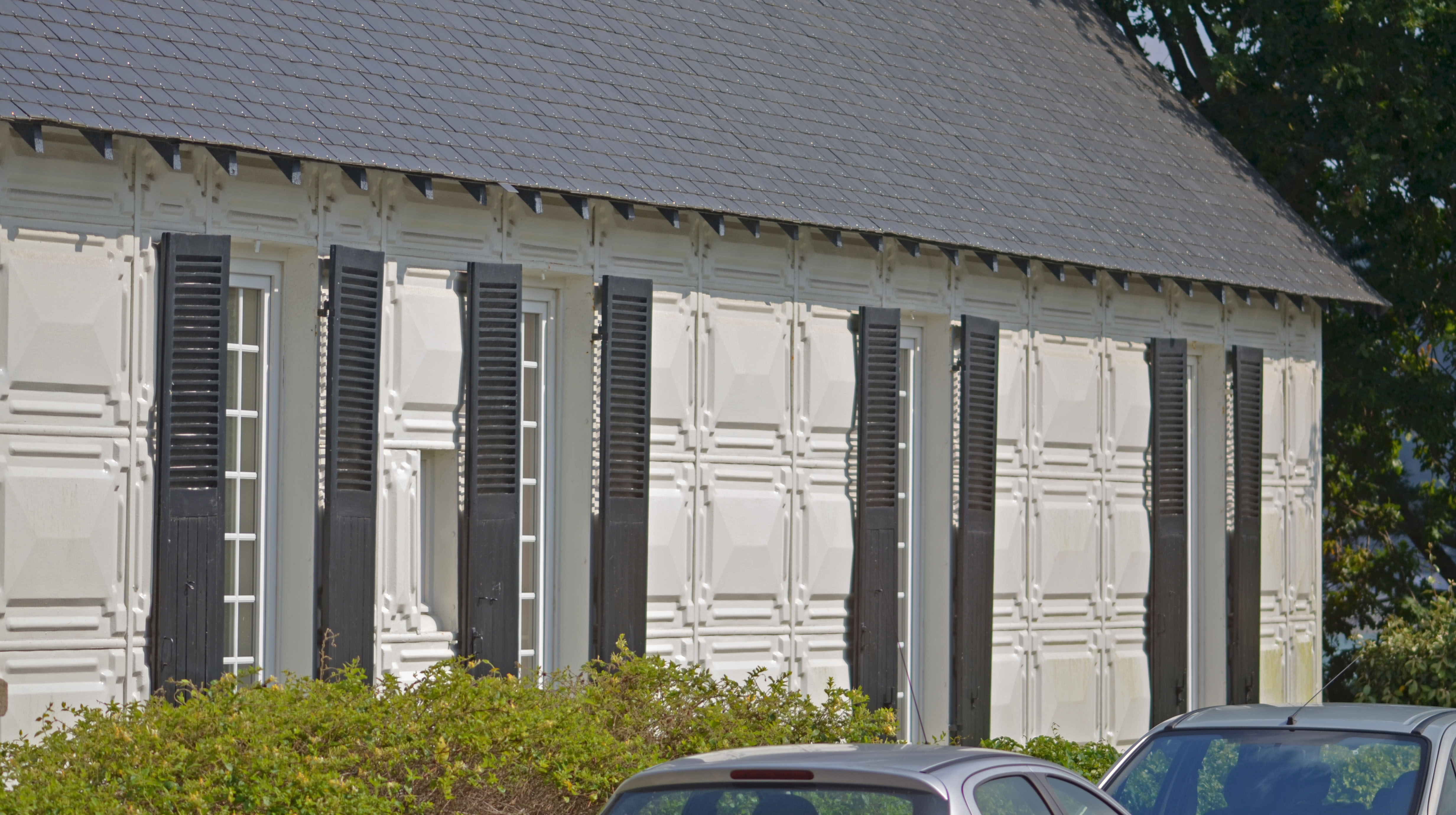
Villa Ker ar Bruck
Conception : Joseph Danly

Armand Peugeot aurait en 1894 convaincu son ami parisien Maurice Desmaret, rentier, d'acheter une petite parcelle près de sa villa Bellevue, pour y faire construire cette maison démontable. Elle serait restée dans la famille Desmaret jusqu'à la fin des années 1970.
Les murs intérieurs sont doublés de bois et plâtre. Elle a été classée monument historique en janvier 2004 .

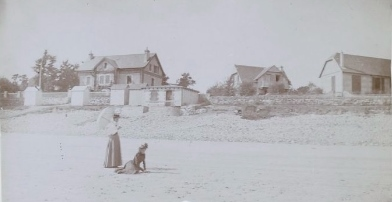
La plage de Morgat en 1900

Elle semble être la dernière maison de ce type architectural répertorié en France, encore en bon état et habitée. L'autre modèle de Poissy, après avoir bien failli disparaître, verra sa réhabilitation achevée en 2019 .
Henri Boland a décrit son séjour au Grand Hôtel de la mer à Morgat en 1910. Paul Gruyer indique en 1911 dans un guide touristique que « Morgat est une des stations balnéaires les plus fréquentées de Bretagne et la mode semble s'y porter de jour en jour. On y trouve des hôtels munis du confortable moderne et de belles villas. La vie y est plutôt chère et les familles modestes s'installent de préférence au bourg de Crozon ».
Pendant la Belle Époque des correspondances automobiles étaient organisées pendant la saison estivale depuis la gare de Châteaulin pour desservir directement Morgat ; dans la décennie 1930, ces mêmes correspondances étaient organisées depuis la gare de Quimper. Quant aux liaisons avec Brest, elles furent uniquement assurées jusqu'en 1912 par un bateau à vapeur qui appartenait à un hôtelier de Morgat.

### Réduit de Crozon
Le 16 septembre 1944, le général allemand Ramcke ordonne le repli depuis Brest de l'état-major de la 343e division d'infanterie allemande (arrivée en Bretagne à la fin de l'année 1942), dépendant du 25e corps d'armée allemand, dont le poste de commandement était à Pontivy, puis à Lorient ; l'état-major de la 343e division débarque le 15 août 1944 au port du Fret pour s'installer à Morgat à partir du 18 août 1944.

### Port de plaisance
Après la construction de trois jetées successives, de plus en plus grandes, le port de plaisance abrite un club de plongée, une école de voile... La pêche y est devenue une activité mineure, sauf hors saison touristique.
L'église Notre-Dame-de-Gwel-Mor est construite en 1957 par l'architecte quimperois Yvinnec, en style moderne. Mais elle se révèle instable et est détruite en 2019.

## À proximité

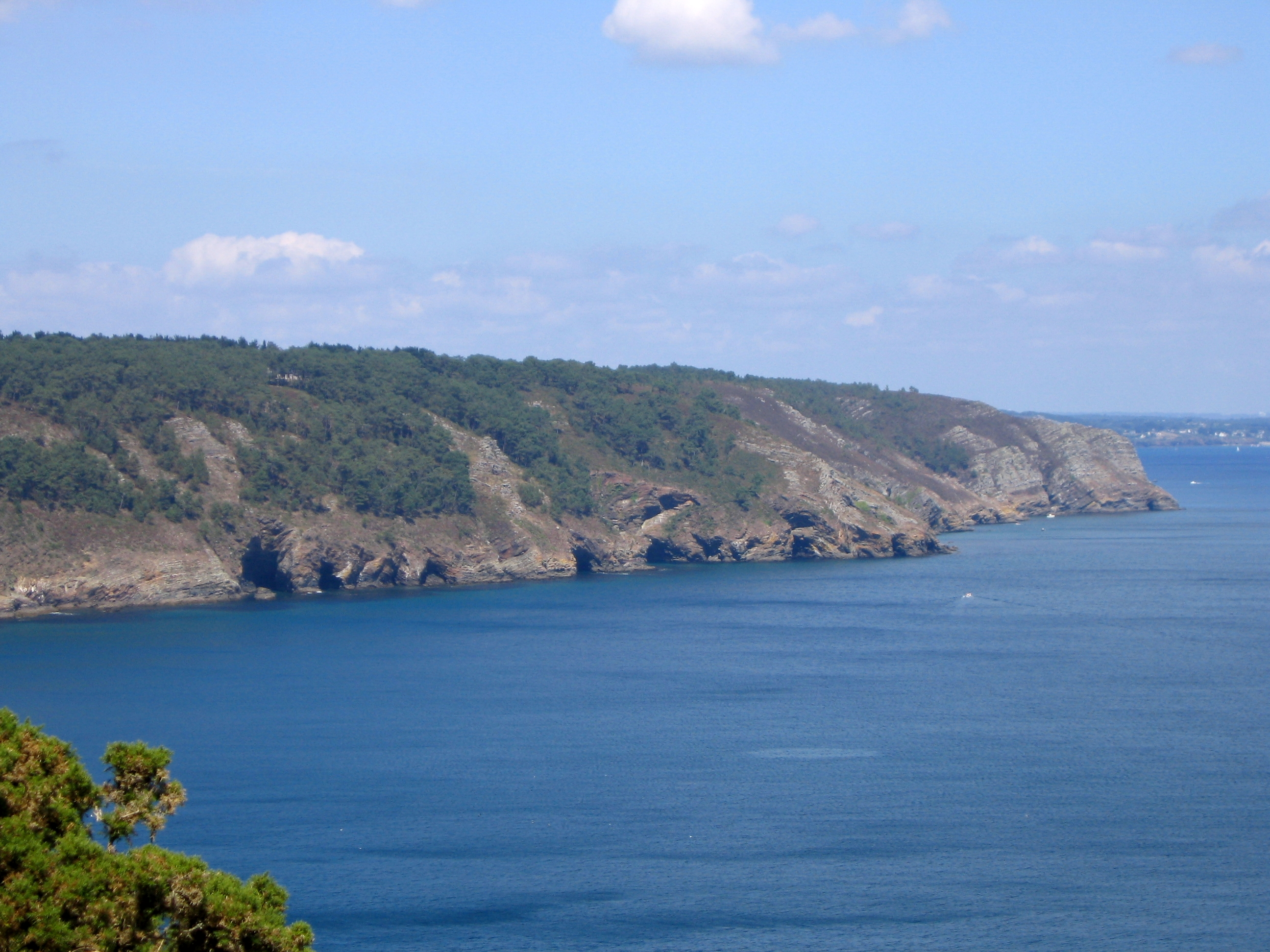
Le cap de la Chèvre

La commune de Crozon propose d’autres sites remarquables parmi lesquels le Cap de la Chèvre, les pointes du  Kador et de  Dinan, le port du Fret, la plage de Lostmarc'h, l’Aber, Sevellec Coz, etc.

## Peinture
- Maxime Maufra a peint plusieurs tableaux représentant Morgat et sa région, dont :
  - La plage de Morgat (avant 1918).

Peintures de Maxime Maufra
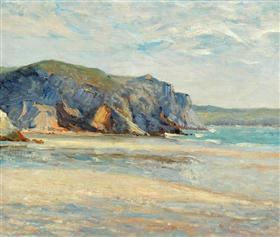
Maxime Maufra : La plage de Morgat (Finistère) (1899)
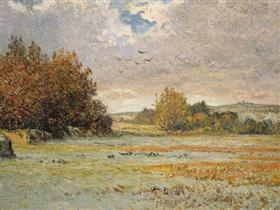
Gelée blanche à Morgat, 1901 Collection privée, Vente 2008
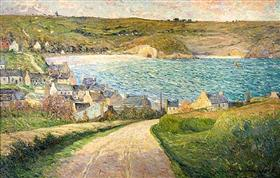
Maxime Maufra : La plage de Morgat (avant 1918).
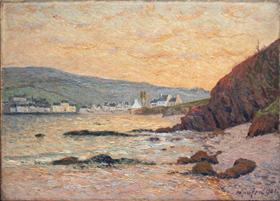
Maxime Maufra : Le village de Morgat (1901).

## Galerie de photographies

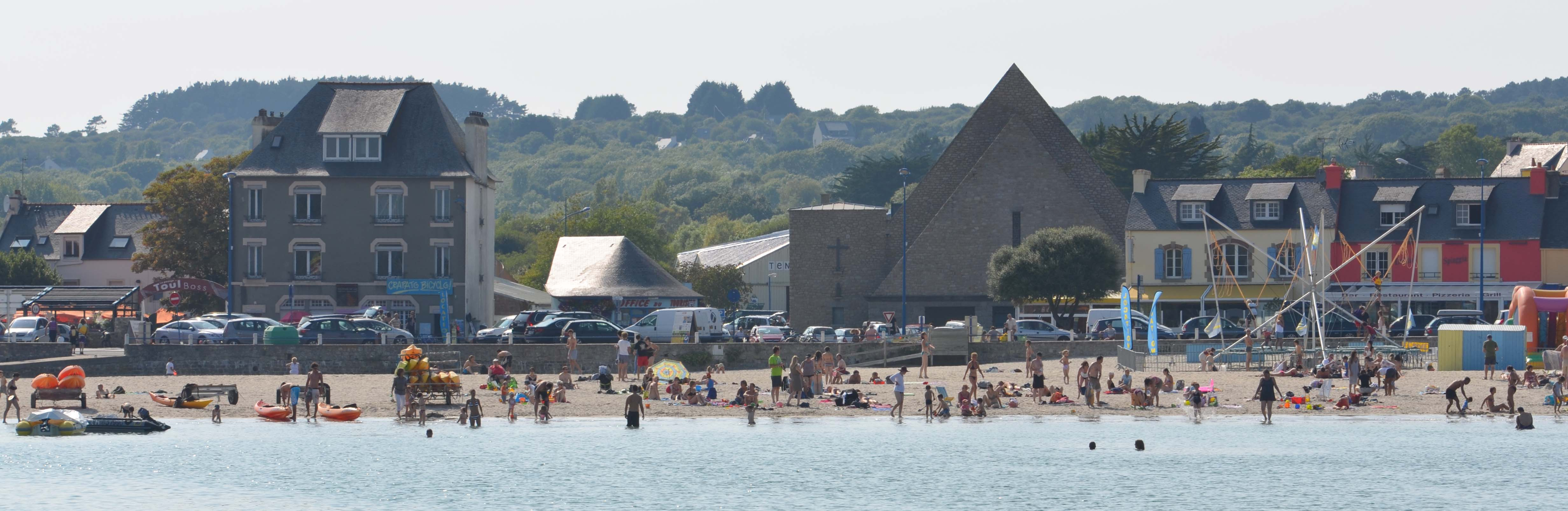
Partie de la plage de Morgat située devant la place d'Ys et l'église, à marée haute (2011)
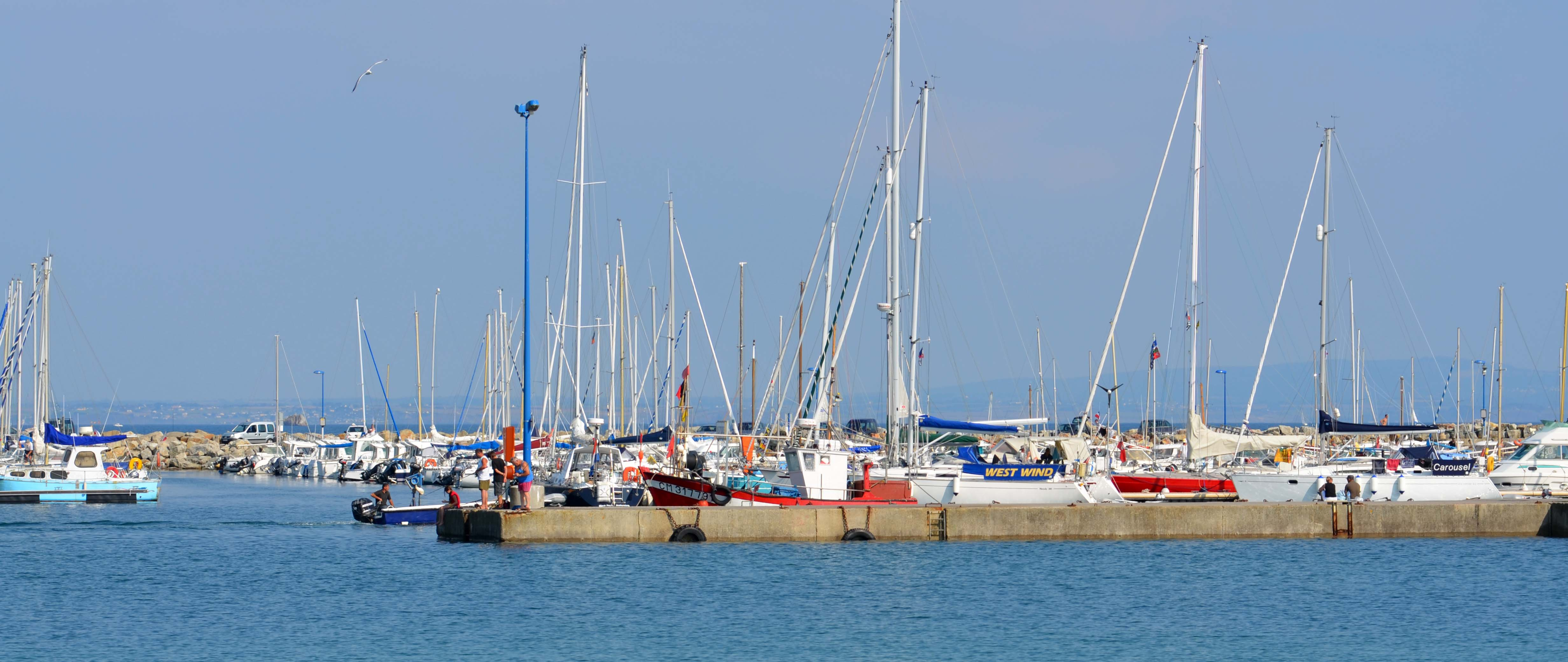
Seconde jetée (de béton) vue à partir de l'ancien môle
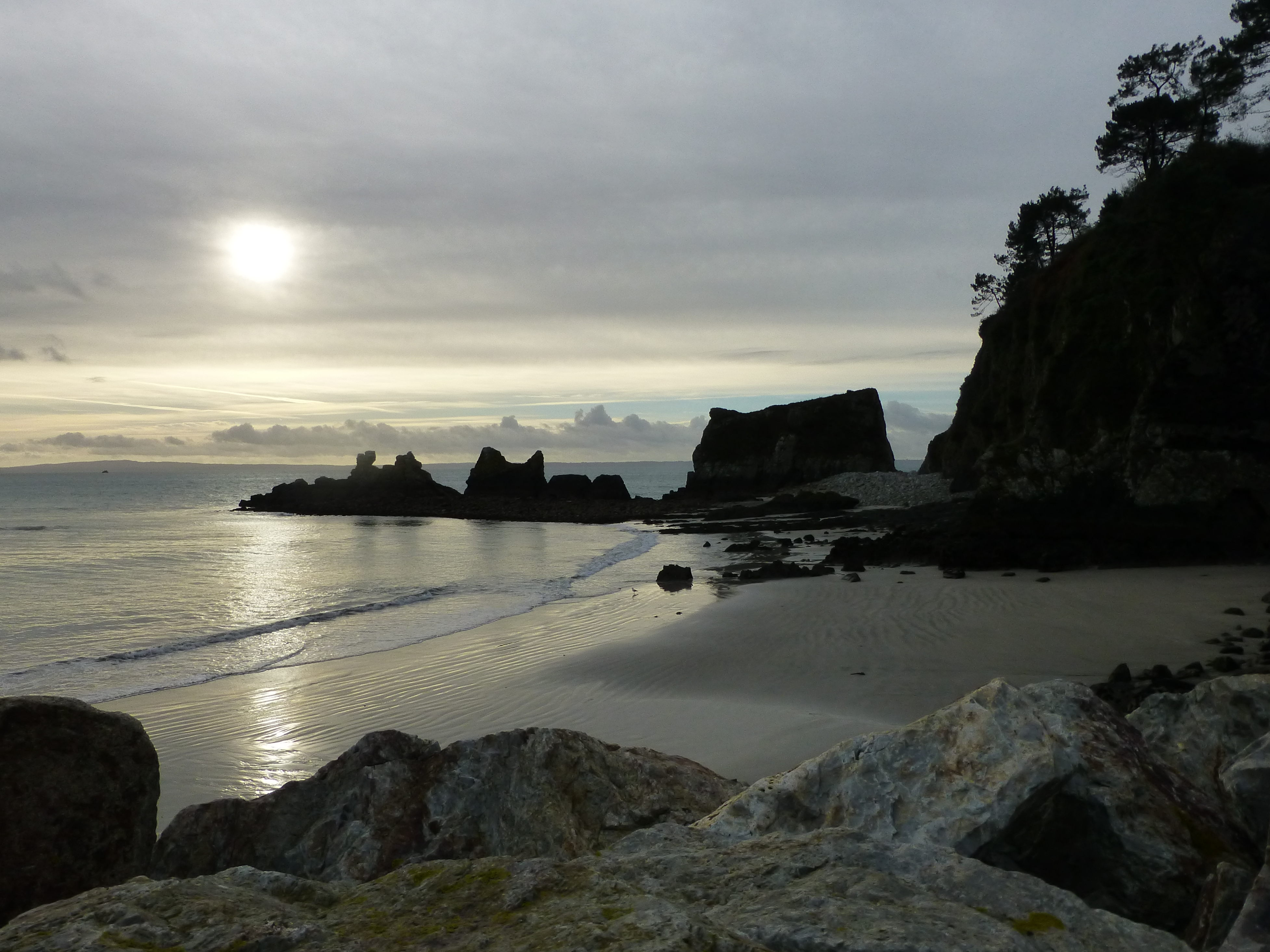
Matin de novembre à Morgat
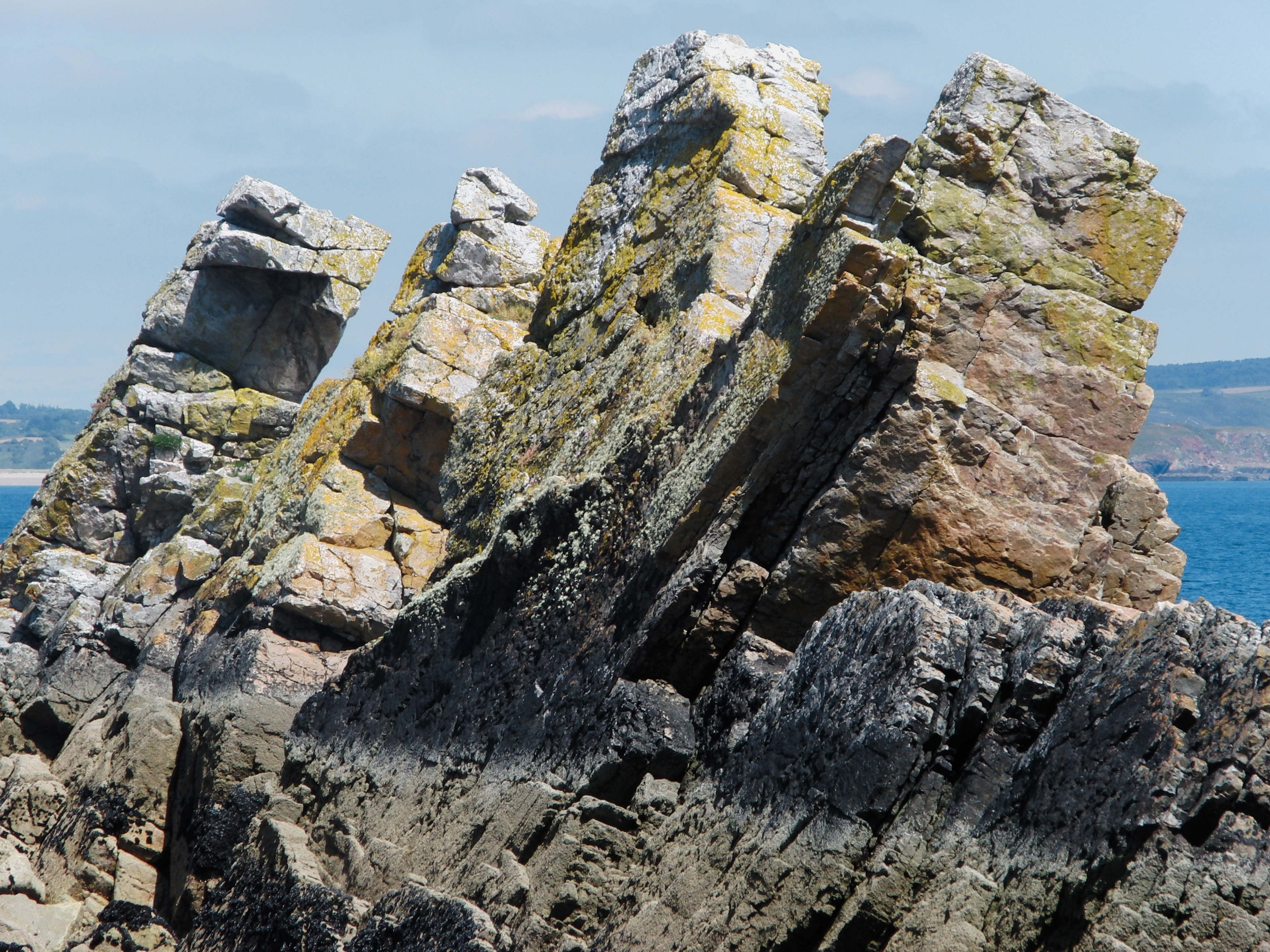
Crête des Rochers du Beg ar Kador
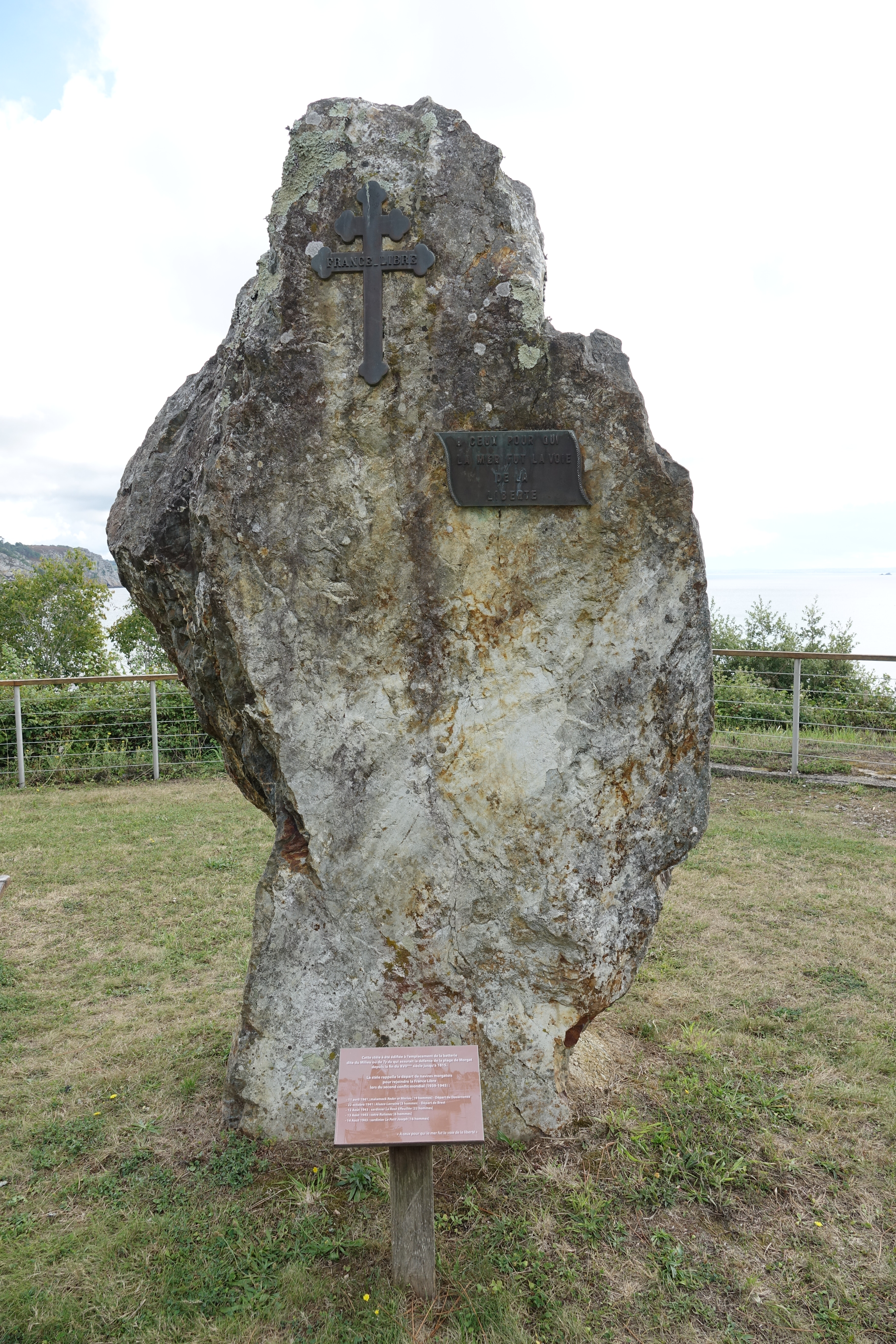
Stèle en mémoire des marins de la Seconde Guerre mondiale